# Max Alleyne
Max Lewis Rowe Alleyne (sinh ngày 21 tháng 7 năm 2005) là một cầu thủ bóng đá người Anh hiện tại đang thi đấu ở vị trí trung vệ cho câu lạc bộ Manchester City tại Giải bóng đá Ngoại hạng Anh.

## Đời tư
Max Lewis Rowe Alleyne được sinh ra vào ngày 21 tháng 7 năm 2005 ở Bristol, và là con trai của cựu vận động viên cricket người Anh, Mark Alleyne.

## Sự nghiệp thi đấu

### Manchester City
Alleyne có trận ra mắt cho đội U-18 Southampton trong mùa giải 2020–21 khi mới 15 tuổi. Anh rời học viện Southampton để gia nhập Manchester City vào năm 2021 với mức phí 1,5 triệu bảng. Anh ký hợp đồng chuyên nghiệp đầu tiên với City vào tháng 7 năm 2022.
Anh được đưa vào đội 1 Manchester City vào ngày 14 tháng 12 năm 2023, có tên trong băng ghế dự bị trong trận thắng 3-2 trước Sao Đỏ Beograd tại UEFA Champions League.

## Sự nghiệp quốc tế
Là một cầu thủ đại diện cho Anh trên đấu trường quốc tế, anh cũng đủ điều kiện để chơi cho Barbados.

## Phong cách thi đấu
Alleyne thi đấu ở vị trí trung vệ.

## Danh hiệu
Manchester City
- FIFA Club World Cup: 2023[15]